# Ophiozeta turgida
Ophiozeta turgida är en ormstjärneart som beskrevs av Jean Baptiste François René Koehler 1930. Ophiozeta turgida ingår i släktet Ophiozeta och familjen medusahuvuden. Inga underarter finns listade i Catalogue of Life.